# 霍克800
霍克800型噴射商務機為一具有中型客艙，具備有雙發動機的商務噴射機。最早是由英國航太的BAe 125噴射機發展而來，目前霍克800型噴射商務機是 霍克比奇飛機公司（Hawker Beechcraft）所生產。

## 發展

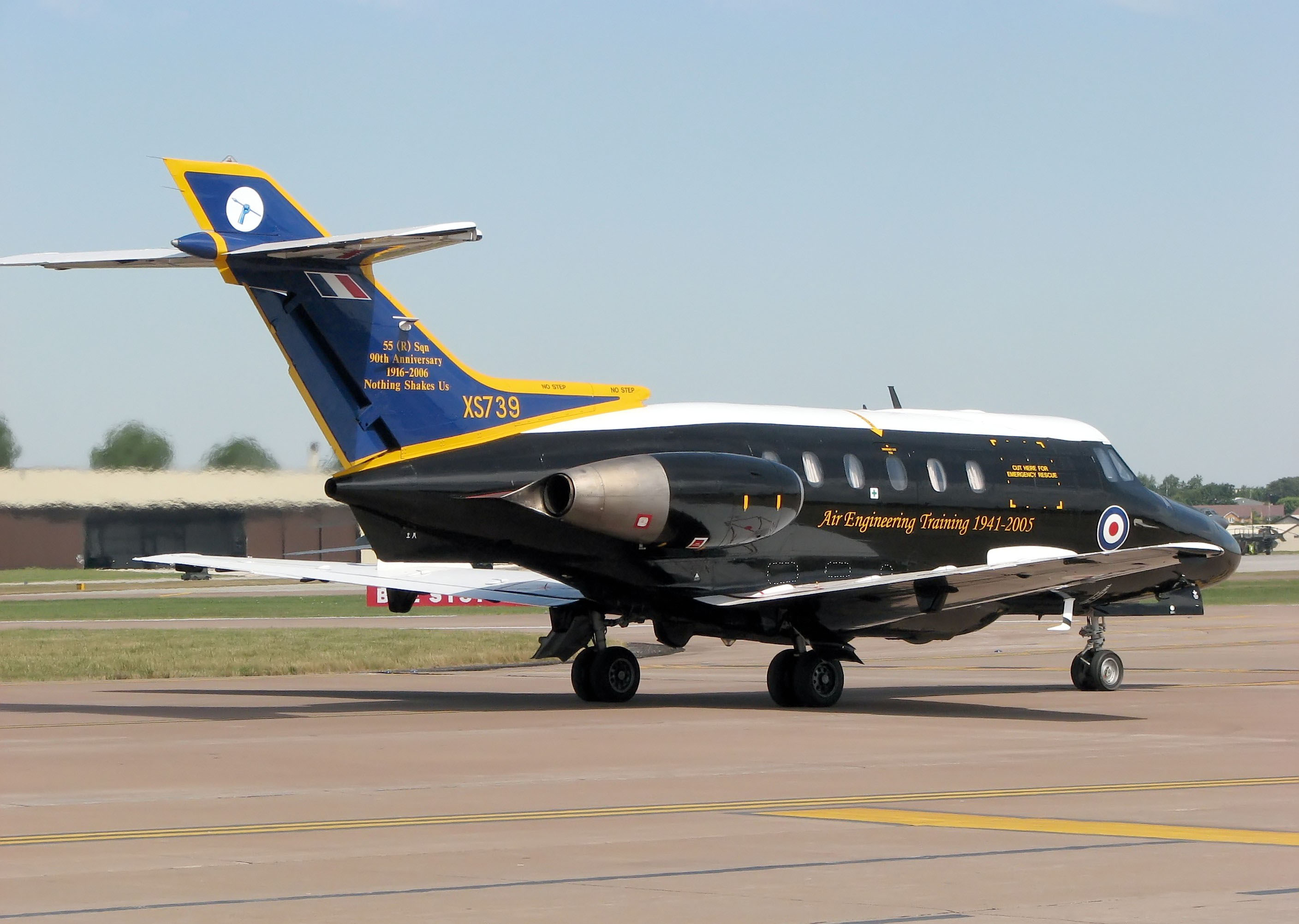
BAe-125

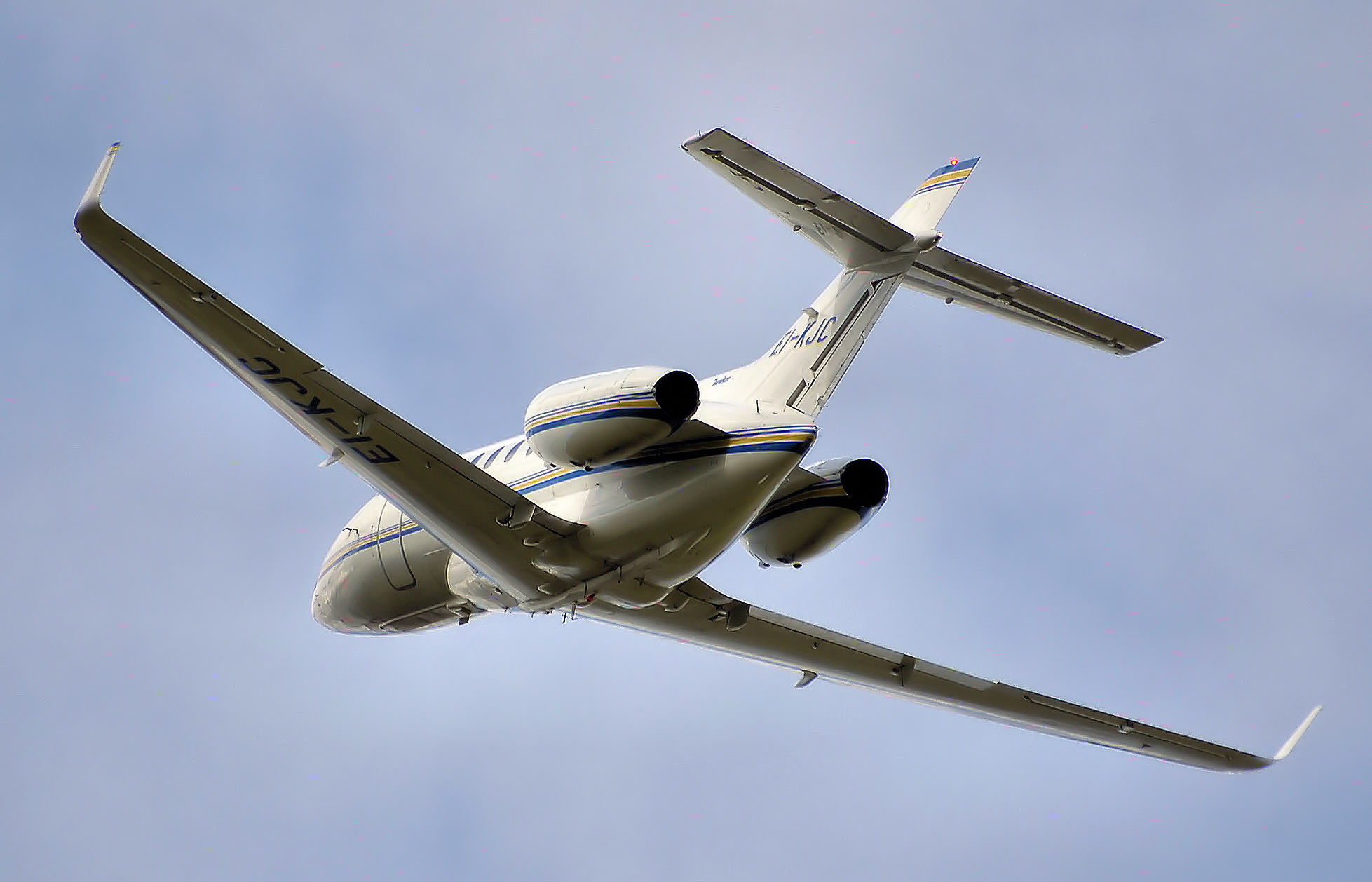
Hawker 850XP起飛

霍克800型噴射商務機最早是由德哈維蘭設計生產的德哈維蘭125型商務噴射機。英國航太持續改進，並在銷售上表現良好，更名的BAe 125-700商務噴射機在1983年5月完成試飛的首航。
BAE 125的800系列商務機是700系列上的改進，最令人著目的駕駛艙擋風玻璃的加大，此外引入玻璃駕駛艙的設能，並換裝Garrett TFE731-5R-1H 發動機，推力由700系列的3,700磅增加至4,300。英國航太同時改進了飛機的機翼外側的設計，以減低阻力及增進氣動力的效率。
BAe 125-800商務噴射機取得商業上的成功，從德哈維蘭125型商務噴射機首次在1961年8月試飛成功後，總共經歷十九年至1980年代，總共售出500架。而BAe 125-800在五年內就售出200架。
在1993年，英國航太將商務噴射機部門出售予雷神公司，BAe 125-800更名為雷神霍克800型。在2007年3月雷神公司將霍克噴射機部門及製造螺旋槳飛機為主要業務合併出售，目前霍克800型噴射商務機的生產廠為霍克比奇飛機公司。
目前霍克800型噴射商務機的生產型為霍克850XP(Hawker 850XP)，於2006年3月取證。在外型上，霍克850XP和霍克800XP的不同點為霍克850XP增加一對翼尖小翼，可增加航程100海里（190）。 霍克850XP改進了航電系統及客艙內裝的修改。
霍克850XP的兩款衍生型在2006年10月發表 
- 霍克750XP:將機腹油箱的空間改為行李艙，航程略為縮短。
- 霍克900XP:改裝霍尼韋爾(Honeywell)TFE731-50BR發動機，航程增加

## 設計
霍克800型噴射商務機有傳統的飛機外型，機身、機翼及飛行控制面都在英國製造，再運送至霍克比奇飛機公司在美國威奇托 (堪薩斯州)的工廠進行總裝、內裝、試飛及交機。

### 軍事用途

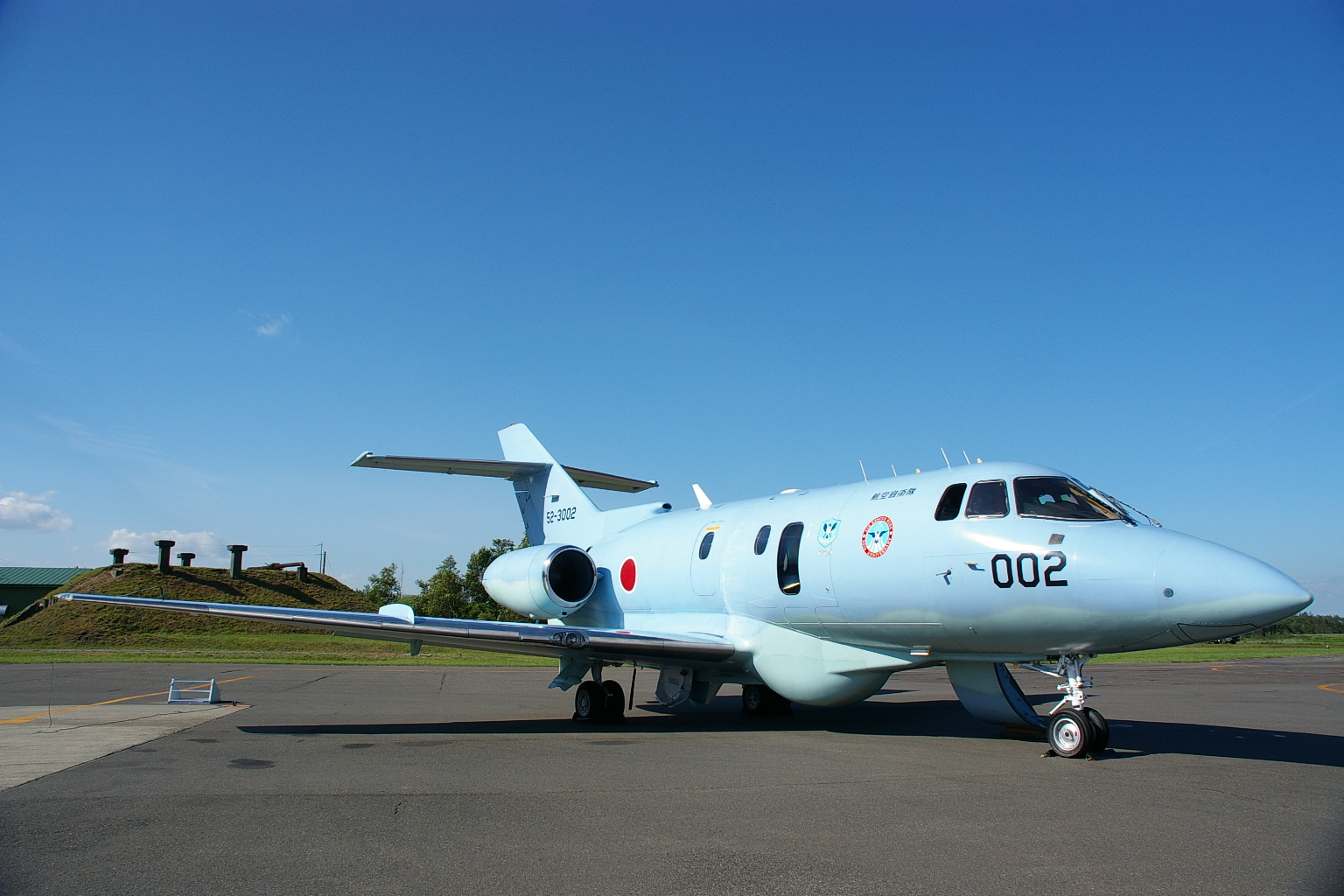
日本航空自衛隊用於搜救的U-125A

霍克800型噴射商務機的軍用版本，大韓民國空軍用於偵測，目前共有8架，機型編號為RC-900，駐紮基地於韓國的城南市
日本使用霍克800型噴射商務機於海上搜救，在日本航空自衛隊的機型編號為U-125A。

## 操作營運

### 軍事用途
日本
- 日本航空自衛隊

 大韓民國
- 大韓民國空軍

 巴西
- 巴西空軍

### 民用營運公司
中国
- 金鹿航空,海南航空 - 4 架Hawker 800XP, 2架 Hawker 850XP及1架 Hawker 900XP，金鹿航空基地設於北京，是海南航空公司的子公司。
- 上海航空 - 1架 Hawker 800XP，基地設於上海

 澳門
- Jet Asia

## 航空意外
- 在1993年，非洲有一架霍克800商務噴射機，被叛軍的追熱飛彈擊中右側發動機，造成發動機在空中脫落，飛機的機身及襟翼同時被機槍掃射，但飛機最後仍安全地降落。當時雷神公司曾用這起航空意外，為霍克800商務噴射機作行銷上的宣傳。[4]

## 性能諸元 (Hawker 850XP)
基本信息
- 机组：2 pilots
- 容量：8 passengers typical, 13 maximum

性能

## 參看
- 商務噴射機
- 里爾噴射機
- 灣流噴射機
- 塞斯納奬狀噴射機
- BBJ

## 外部連結
- Hawker Official product page
- Hawker 800XP Jet specifications and performance data
- For a complete list of Hawker 125 variants （页面存档备份，存于）